# Drosophila velascoi
Drosophila velascoi är en tvåvingeart som beskrevs av Ruiz-fiegalan 2003.

## Taxonomi och släktskap
D. velascoi ingår i släktet Drosophila och familjen daggflugor.

## Utbredning
Artens utbredningsområde är Filippinerna.